# Alvis Wayne
Alvis Wayne (* 31. Dezember 1937 in Paducah, Texas als Alvis Wayne Samford; † 31. Juli 2013 in Bacliff, Texas) war ein US-amerikanischer Rockabilly-Sänger, der vor allem während des Rockabilly-Revivals im Vereinigten Königreich bekannt wurde.

## Leben
Aufgewachsen im ländlichen Texas, wurde Alvis Wayne vor allem von alten Platten von Jimmie Rodgers, Eddy Arnold und Bob Wills beeinflusst. Mit zehn Jahren bekam er seine erste Gitarre und zwei Jahre später trat er erstmals in Kneipen und Honky Tonks auf. Mit 20 wurde er Mitglied der Band Tony Wayne and His Rhythm Wranglers.
1956 nahm er mit dieser Band seine erste Platte bei Westport Records auf. Seine zweite Veröffentlichung Don’t Mean Maybe, Baby wurde in Texas ein regionaler Hit, was zu einer Tournee durch Texas führte. Bis 1960 verfolgte Wayne weiterhin seine Karriere, danach wurde er zur Air Force eingezogen. Nach seinem Militärdienst trat er weiterhin auf, aber erst im Jahre 2000 konnte Ronnie Weiser ihn zu einem Album überreden. Nach Rockabilly Daddy folgte 2001 das zweite Album I’m Proud of My Rockabilly Roots. Bereits in den 1970er Jahren hatte Wayne bei Weisers Label Rollin’ Rock einige Songs eingespielt.
Wayne verstarb 2013 und hinterließ seine Frau Fritzie Samford, mit der er 37 Jahre verheiratet war, sowie zwei Töchter und fünf Enkelkinder.

## Diskografie

### Singles
| Jahr | A-Titel                      | B-Titel                                | Plattenfirma     |
| ---- | ---------------------------- | -------------------------------------- | ---------------- |
| 1956 | Swing Bop Boogie             | Sleep Rock-A-Roll Rock-A-Baby          | Westport Records |
| 1957 | Don’t Mean Maybe, Baby       | I’d Rather Be with You                 | Westport Records |
| 1958 | Lay Your Head on My Shoulder | You Are the One                        | Westport Records |
| 1971 | I Gottum                     | Lay Your Head On My Shoulder           | Injun            |
| 1974 | I Wanna Eat Your Pudding     | It’s Your Last Chance To Dance Tonight | Rollin’ Rock     |

### Alben
- 2000: Rockabilly Daddy (Rollin’ Rock)
- 2001:  Proud of My Rockabilly Roots (Rollin’ Rock)